# نيل هدسون (متسابق دراجات نارية)
نيل هدسون (بالإنجليزية: Neil Hudson)‏ هو متسابق دراجات نارية بريطاني، ولد في 24 يناير 1957.